# Plagiognathus atricornis
Plagiognathus atricornis är en insektsart som beskrevs av Knight 1926. Plagiognathus atricornis ingår i släktet Plagiognathus och familjen ängsskinnbaggar. Inga underarter finns listade i Catalogue of Life.